# Équipe du Laos féminine de football
Cet article traite de l'équipe féminine. Pour l'équipe masculine, voir Équipe du Laos de football.
Maillots
L'équipe du Laos féminine de football est l'équipe nationale qui représente le Laos dans les compétitions internationales de football féminin. Elle est gérée par la Fédération du Laos de football.
Les Laotiennes n'ont jamais disputé de phase finale de compétition majeure, que ce soit la Coupe d'Asie, la Coupe du monde ou les Jeux olympiques.
Elles sont quatrièmes du Championnat d'Asie du Sud-Est féminin de football en 2011 et en 2012.
Elles sont aussi quatrièmes aux Jeux d'Asie du Sud-Est en 2007 et en 2009.